# Movimento Corretivo de 13 de Junho
O Movimento Corretivo de 13 de Junho foi um golpe de Estado sem derramamento de sangue ocorrido em 13 de junho de 1974, situado na República Árabe do Iêmen. O movimento, liderado pelo oficial iemenita Ibrahim al-Hamdi, levou à derrubada do governo civil de Abdul Rahman al-Iryani e deu início a um período de reformas estruturais no país.

## Antecedentes
Em 26 de setembro de 1962, um grupo de oficiais nasseristas, sob a liderança de Abdullah as-Sallal e com apoio do Egito, deram um golpe de Estado contra o regime monárquico do Imame Muhammad al-Badr. Este, porém, conseguiu escapar e reunir forças leais fora da capital, organizando a resistência contra os golpistas. Isso desencadeou uma guerra civil de oito anos, que terminou com a vitória dos nasseristas e o estabelecimento da República Árabe do Iêmen.
O Egito enviou tropas para o Iêmen do Norte desde o início da guerra para apoiar o regime revolucionário: Sallal dependia mais delas do que de seus próprios apoiadores no Iêmen. Quando as tropas egípcias deixaram o Iêmen do Norte, o regime de Sallal entrou em colapso, sendo derrubado em 5 de novembro de 1967 por um golpe liderado por xeiques e oficiais iemenitas. Em seu lugar assumiu Abdul Rahman al-Iryani, que viria a se tornar o único presidente civil do Iêmen do Norte.

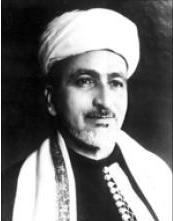
O juiz Abdul Rahman al-Iryani tornou-se o único líder do Iêmen do Norte.

Apesar dos movimentos em direção à reconciliação com forças externas, como os monarquistas remanescentes da guerra civil ou a Arábia Saudita (que os apoiava), internamente a República Árabe do Iêmen sob a liderança de Iryani era um país muito frágil e fragmentado, marcado pelo conservadorismo persistente e pelo tribalismo. A presidência havia perdido prestígio devido à divisão do exército, às múltiplas lealdades, à ausência do Estado de Direito e ao surgimento de diversos grupos controlando o cenário político. Apesar da existência de um governo central, este demonstrava extrema fragilidade: o Iêmen do Norte encontrava-se em estado de desordem social e era governado por centros de poder tribais e militares que emergiram e se fortaleceram após a queda de Sallal em 1967. Essa fragmentação política manifestava-se, por exemplo, no controle do parlamento por elites tribais. Naquele período, a influência dos xeiques tribais nas instituições estatais atingiu um novo nível. Todas as unidades militares importantes passaram a ser comandadas por líderes tribais, enquanto diversas milícias tribais foram formalmente incorporadas ao exército durante o governo de Iryani. Simultaneamente, militantes de esquerda conduziram uma guerra de guerrilha em larga escala contra seu governo entre 1971 e 1973. Em janeiro de 1973, foram documentadas tanto revoltas locais contra os xeiques tribais quanto a infiltração de agentes armados procedentes do Iêmen do Sul.
O conflito dentro da liderança governamental iemenita atingiu seu clímax entre o final de 1973 e início de 1974, opondo principalmente duas figuras: o juiz Abdul Rahman al-Iryani, presidente do Conselho Republicano, e o xeique Abdullah al-Ahmar, presidente do Conselho Shura, sendo ambos sustentados por distintas redes de apoio político. Na tentativa de unificar as diferentes facções, foi formado no início de 1973 um comitê semissecreto composto por 15 membros. Embora criado com o objetivo declarado de "promover a reconciliação entre al-Iryani e al-Ahmar", este comitê acabou por supervisionar a transferência de poder de Iryani para Hamdi posteriormente. Nas duas semanas que antecederam o golpe, os meios de comunicação governamentais relataram explosões e confrontos armados entre facções políticas rivais e tribos em todo o país, inclusive na capital Saná.

## Golpe de Estado
Em 13 de junho de 1974, os meios de comunicação estatais relataram que o presidente do Conselho Republicano, o juiz Abdul Rahman al-Iryani, sob pressão e ameaças da poderosa confederação tribal Hashid de invadir Saná, apresentou sua renúncia por meio de um representante ao xeique Abdullah al-Ahmar, presidente do Conselho Shura e xeique das tribos Hashid. Anteriormente, a residência de al-Iryani havia sido cercada por forças militares comandadas por Abdullah al-Hamdi, irmão de Ibrahim al-Hamdi. Al-Ahmar informou ao representante de Iryani que suas tribos mobilizadas pretendiam ocupar a capital pela força. Contudo, o vice-comandante-em-chefe Ibrahim al-Hamdi assumiu a posição de defender a capital a qualquer custo: posicionou tanques, artilharia e tropas de infantaria regulares nas estradas que dão acesso à capital pelo norte, além de dispor efetivos em torno da estação de rádio e dos principais edifícios públicos em Saná. Todos os aeroportos foram fechados. Al-Ahmar apresentou então sua renúncia, juntamente com a sua própria, ao vice-comandante-em-chefe, o coronel al-Hamdi, devido à ausência do comandante-em-chefe, Mohammed al-Iryani, e do chefe do Estado-Maior, Hussein al-Masoori, que se encontravam ambos no exterior. Enquanto isso, o presidente Iryani deixou a capital rumo a Taiz, afastando-se do centro das atenções para não servir como foco de oposição das tribos nem como pretexto para sua ameaçada tomada da capital. As forças armadas, que até então protegiam a capital de possíveis ataques de milícias tribais, assumiram o controle do poder por iniciativa própria.
A liderança militar reuniu-se e aceitou as renúncias, anunciando a abolição do Conselho Republicano, a dissolução do Conselho Shura, a extinção do Comando Geral das Forças Armadas, a dissolução da União Iemenita (a única organização política permitida no país) e a suspensão da constituição. A rádio governamental informou que as forças armadas haviam formado um conselho de sete oficiais para governar o país ainda naquele mesmo dia (posteriormente conhecido como Conselho de Comando Militar). O líder do CCM, o oficial al-Hamdi, declarou em seu discurso: "Posso afirmar com satisfação que nenhuma gota de sangue foi derramada, ninguém foi preso e a segurança do país não sofreu qualquer abalo".
Os líderes militares leais aos xeiques al-Ahmar e Sinan Abu Lahum preparavam-se para formar um conselho de liderança militar que assumiria o poder, sob a presidência de al-Hamdi - escolhido cuidadosamente pela aliança devido à sua suposta personalidade débil. Contudo, al-Hamdi iniciou uma campanha determinada para eliminar a influência dos xeiques tribais. Al-Hamdi implementou medidas que resultaram na deposição de numerosos líderes representantes dos centros tradicionais de poder no exército e no aparato de segurança, afastou diversos xeiques tribais de cargos estatais e aboliu os privilégios dos líderes tribais. Estas ações visavam reduzir a influência dos poderes tradicionais e eliminar as consequências da instabilidade e dos conflitos dos anos anteriores. Além de sua posição como chefe do CCM e presidente da República Árabe do Iêmen, al-Hamdi assumiu também o cargo de comandante-em-chefe das Forças Armadas. Ele gozava da confiança dos nasseristas e baathistas iemenitas, tendo conseguido unir em torno de si todas as facções em conflito no país.

## Consequências
Sob a liderança de Ibrahim al-Hamdi, o Iêmen do Norte implementou uma série de reformas estruturais visando reduzir o poder das elites tribais e construir um Estado centralizado. Al-Hamdi denominou seu programa reformista como "Iniciativa Corretiva Revolucionária". Como parte de seu plano, iniciou esforços para expandir a infraestrutura e a educação no Iêmen do Norte, modernizar e reequipar o exército, construir relações positivas com o Iêmen do Sul visando alcançar a unificação e estabelecer um governo central forte no país. Al-Hamdi buscou ativamente eliminar a influência de forças externas ao governo na política norte-iemenita: entrou em conflito com a Arábia Saudita devido à sua política externa e, internamente, combateu o poder de grupos como as tribos influentes e os baathistas pró-Iraque.

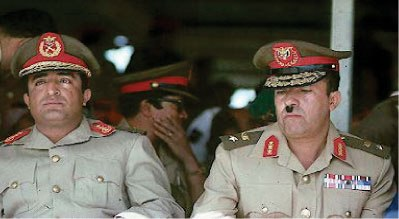
Ibrahim al-Hamdi (à esquerda) ao lado de Ahmad al-Ghashmi em uma cerimônia de Estado em 1976.

Em 1977, Ibrahim al-Hamdi foi assassinado. Até o momento, não há uma determinação clara sobre os responsáveis por sua morte, mas algumas hipóteses sugerem que o crime foi perpetrado por um agente da inteligência saudita, que desaprovava as políticas independentes de seu governo, ou por Abdullah al-Ahmar, líder da confederação tribal Hashid, que se opunha às suas políticas antitribais. Al-Hamdi foi sucedido por um militar conservador, o coronel Ahmad al-Ghashmi, que adotou políticas pró-sauditas e pró-tribais em detrimento das reformas iniciadas por seu antecessor. Ghashmi, por sua vez, também teve um fim violento, sendo assassinado em 1978.